# Anilocra
sur la tête du poisson 

Genre
Anilocra est un genre de crustacés isopodes.

## Liste d'espèces
Selon ITIS :
- Anilocra abudefdufi Williams et Williams, 1981
- Anilocra acanthuri L. B. Williams et E. H. Williams, 1981
- Anilocra acuminata Haller, 1880
- Anilocra acuta H. Richardson, 1910
- Anilocra alloceraea Koelbel, 1879
- Anilocra amboinensis Schioedte et Meinert, 1881
- Anilocra ankistra Bruce, 1987A
- Anilocra apogonae Bruce, 1987A
- Anilocra atlantica Schioedte et Meinert, 1881
- Anilocra australis Schioedte et Meinert, 1881
- Anilocra capensis Leach, 1818
- Anilocra cavicauda Richardson, 1910A
- Anilocra chaetodontis Williams et Williams, 1981
- Anilocra chromis Williams et Williams, 1981
- Anilocra clupei Williams et Bunkley-Williams, 1986
- Anilocra coxalis Schioedte et Meinert, 1881
- Anilocra dimidiata Bleeker, 1857
- Anilocra frontalis H. Milne-Edwards, 1840
- Anilocra gigantea (Herklots, 1870)
- Anilocra guinensis Bovallius, 1887
- Anilocra haemuli L. B. Williams et E. H. Williams, 1981
- Anilocra hedenborgi Bovallius, 1887
- Anilocra holacanthi Williams et Williams, 1981
- Anilocra holocentri Williams et Williams, 1981
- Anilocra huacho Rokicki, 1984
- Anilocra koolanae Bruce, 1987A
- Anilocra laevis Miers, 1877
- Anilocra laticauda
- Anilocra leptosoma Bleeker, 1857
- Anilocra longicauda Schioedte et Meinert, 1881
- Anilocra marginata (Bleeker, 1857)
- Anilocra meridionalis Richardson, 1914
- Anilocra monoma Bowman et Tareen, 1983
- Anilocra morsicata Bruce, 1987A
- Anilocra myripristis Williams et Williams, 1981
- Anilocra nemiptera Bruce, 1987A
- Anilocra occidentalis H. Richardson, 1899
- Anilocra partiti Williams et Williams, 1981
- Anilocra physodes (Linnaeus, 1758)
- Anilocra plebeia Schioedte et Meinert, 1881
- Anilocra pomacentri Bruce, 1987A
- Anilocra prionuri Williams et Bunkley-Williams, 1986
- Anilocra recta Nierstrasz, 1915
- Anilocra rhodotaenia Bleeker, 1857
- Anilocra rissoiana (Leach, 1818)
- Anilocra soelae Bruce, 1987A
- Anilocra tartoor (Pillai, 1954)
- Anilocra tropica Avdeev, 1977